# Freiheit (2017)
Freiheit ist ein deutscher Spielfilm von Jan Speckenbach aus dem Jahr 2017. Der Kinostart war am 8. Februar 2018.

## Handlung
Eine Frau verlässt ihren Mann und ihre beiden Kinder ohne ein Wort der Erklärung. Sie wird von einer unwiderstehlichen Kraft angetrieben. Sie will frei sein.
Nora, 40, streift durch ein Museum in Wien, hat Sex mit einem jungen Mann und trampt per Anhalter nach Bratislava. Sie verbirgt ihre Identität mit kleinen Lügen. Sie ändert ihr Aussehen, findet Arbeit als Zimmermädchen und freundet sich mit der jungen slowakischen Stripperin Etela und ihrem Mann Tamás an, einem Koch.
Währenddessen versucht Philip, Mitte 40, in Berlin, seine Familie, seinen Job und seine Affäre mit Monika unter einen Hut zu bringen. Entgegen seiner eigenen Überzeugung muss er vor Gericht einen rassistischen Jugendlichen verteidigen, der einen Afrikaner ins Koma geprügelt hat. Er kämpft mit seiner Rolle als Alleinerziehender und kann sich nicht wirklich auf seine Freundin Monika einlassen, da sein Leben seit Noras Verschwinden an Überzeugung verloren hat. Nur dem bewusstlosen Komapatienten im Krankenhaus kann Philip sich wirklich öffnen.
Noras Suche nach Freiheit wird für ihn zur Fessel.

## Wiederkehrende Elemente
Johanna Wokalek steht am Anfang des Filmes als Nora im Kunsthistorischen Museum Wien vor einem Gemälde von Breughels Turmbau zu Babel. Dieser Turm wird ihr am Ende des Filmes wieder begegnen, auf der anderen Seite der Donau – oder ist es die Lethe ? – steht dieses Gebäude in der Nacht, die Fenster leuchtend, also belebt, wie ein postmodernes Mammutbauwerk, eine Utopie oder aber eine Warnung.
Der Fluss als Bild des Vergessens kehrt wieder.
Projektionen auf den Protagonisten wiederholen sich wie Gedankenströme, Streams of consciousness, wie die Materialisierungen flüchtiger Erinnerungen. Erinnern und Vergessen ziehen sich als Motive durch den Film.
Was passiert mit Ibsens Nora, nachdem sie ihr „Puppenheim“ verlassen hat? Das ist eine der Frage denen Jan Speckenbach mit seinem Film nachgegangen ist.

## Kritik
„Johanna Wokalek eine besondere Schauspielerin zu nennen, ist allerdings auch eine glatte Untertreibung. Leider hat der deutsche Film viel zu wenig interessante Frauenrollen im Angebot, darum spielt Wokalek meist Theater. Pech fürs Kino. Allein deswegen ist das Aufeinandertreffen von Johanna Wokalek und Jan Speckenbach eine glückliche Konstellation: eine kosmische Fügung sozusagen, inmitten der Tristesse des fernsehformatierten deutschen Förderkinos.“

„Am Anfang des Films steht Nora im Museum vor einem Gemälde des ‚Turmbau zu Babel‘, ein Motiv, das auch am Ende wieder auftaucht – ein Symbol der Sprachverwirrung, der Mehrsprachigkeit, des Zerspringens der Einheit der Menschheitsfamilie. So werden am Horizont ihrer Reise die Konturen eines Projekts der Vielfalt erkennbar, eines Europas, in dem die Liebe nicht nur Familien und Nationen gilt, sondern den über den Erdball Verstreuten, den Migranten und Schutzsuchenden – wie dem Afrikaner, den Philips Mandant zusammengeschlagen hat. Der Film berührt vor allem durch diese politische Dimension: In dieser Geschichte einer Frau, die abhaut, steckt die Forderung nach einer radikalen Erneuerung und Öffnung Europas.“

## Auszeichnungen
Freiheit wurde 2018 für den MFG-Star nominiert und für die Short List zum Deutschen Filmpreis qualifiziert. 2020 folgte eine Nominierung für den Grimme Preis.